# 염동균
염동균(廉東均, 1983년 9월 6일 ~ )은 K리그의 전북 현대 모터스에서 골키퍼로 뛰었던 대한민국의 전 축구 선수이다.

## 클럽 경력
2002년 전남 드래곤즈에서 데뷔하여 2010 시즌까지 72경기를 뛰었다. 2004년부터 2005년까지는 군복무 차원에서 광주 상무 불사조에서 뛰었다.
2011 시즌을 앞두고 전북 현대 모터스로 이적하여 주전으로 뛰었다

## 국가대표 경력
2008년 1월, 칠레와의 친선경기를 앞두고 국가대표팀에 첫 발탁되었으나 경기에 출장하진 못하였다.

## 학력
- 옥천초등학교
- 강릉중학교
- 강릉상업고등학교

## 수상

### 클럽

#### 전남 드래곤즈
- FA컵 우승

우승 (2): 2006, 2007